# Lac Balkhach
Pour les articles homonymes, voir Balkhash.
Le lac Balkhach (en kazakh : Балқаш көлі (Balqaş kölı) ; en russe : о́зеро Балха́ш (ózero Balháš)) est le plus grand lac du Kazakhstan et le troisième lac d'Asie, après la mer Caspienne et le lac Baïkal.

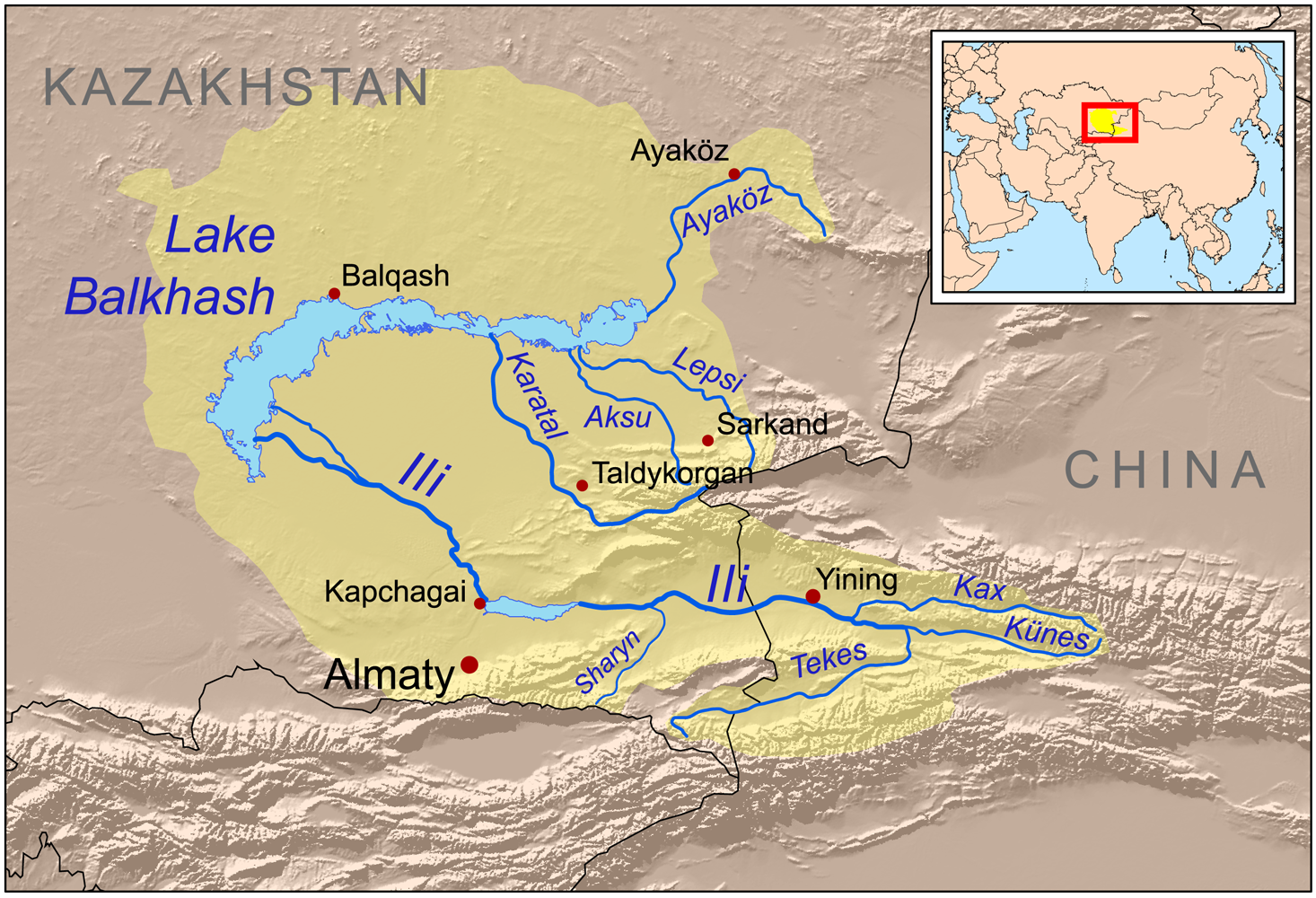
Bassin endoréique du lac Balkhach.

Le lac s'étend dans la région historique du Jetyssou (en kazakh : Жетісу (Jetısu)), qui signifie « sept rivières », en raison des sept rivières principales qui l'alimentent. 
Il est constitué de plusieurs lacs formant un chapelet au centre d'un bassin endoréique couvrant une surface théorique de 501 000 km2 (toutefois seulement 160 000 km2 sont réellement actifs). Avec le lac Alaköl (avec lequel il ne communique pas), il forme un bassin élargi dénommé bassin Balkhach-Alaköl.
Les bassins des rivières Balkhash-Alaköl et Irtych (dans l’est et le nord-est) comptent pour 75 % des ressources en eau de surface générées du Kazakhstan.

## Étymologie et légende
Le toponyme Balkhach vient du mot balkas issu des langues tatar, kazakh et altaï qui signifie « contrée marécageuse, couverte de mottes » ou « mottes sur les marais ».

## Géographie

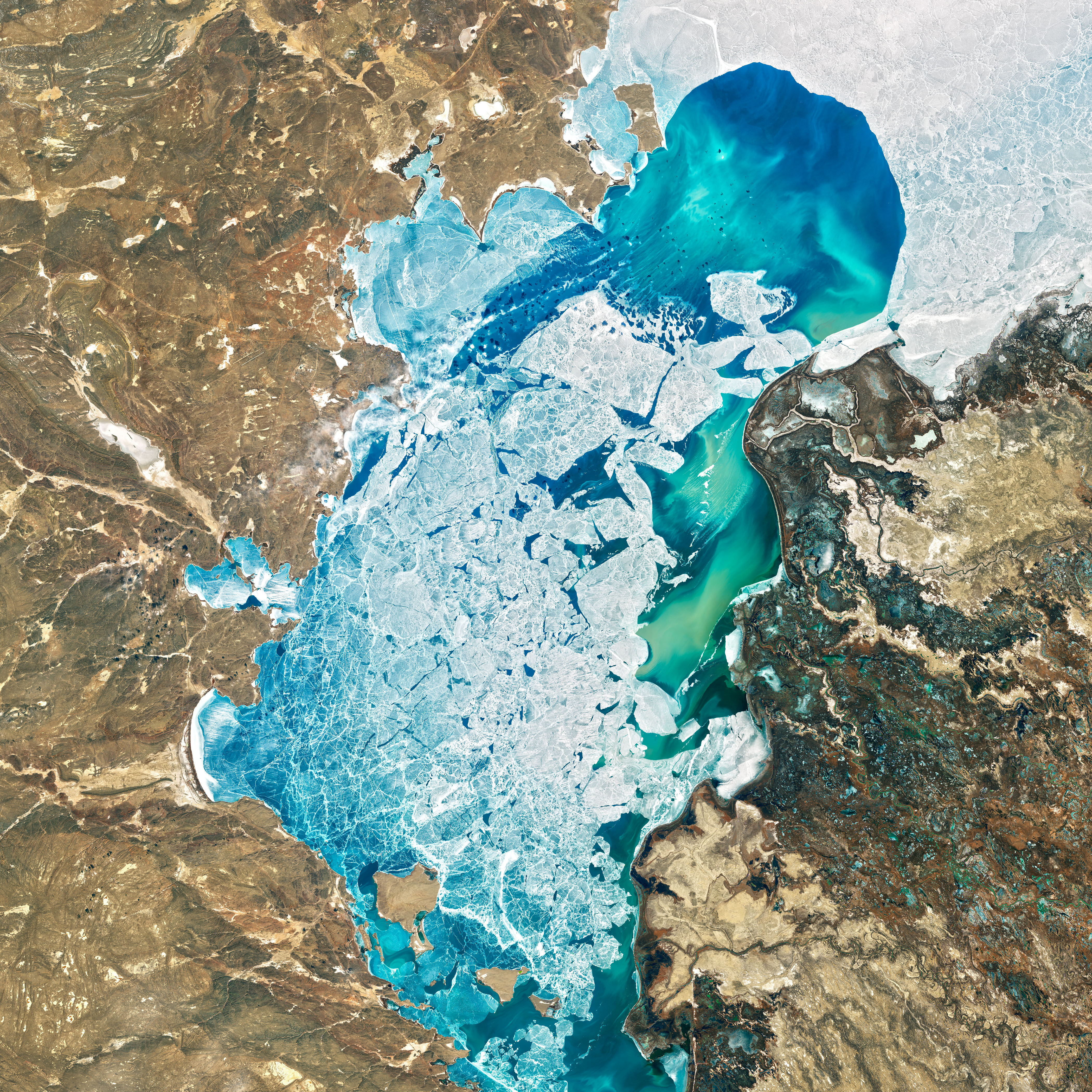
Vu de l'espace, le delta du fleuve Ili à son arrivée dans le lac Balkhach contraste fortement avec les déserts beiges du sud-est du Kazakhstan. Lorsque l'Operational Land Imager (OLI) de Landsat 8 a acquis cette image en couleurs naturelles le 7 mars 2020, le delta commençait tout juste à se débarrasser du froid de l'hiver. Alors que de nombreux lacs et étangs du delta étaient encore gelés, la glace du lac Balkhash se brisait, révélant des tourbillons de sédiments et le lit sablonneux peu profond de la partie occidentale du lac. Sur la partie orientale plus profonde, la glace a persisté jusqu'à la dernière semaine de mars. Le vaste delta et l'estuaire - encore brun foncé sur cette image grâce aux rudes hivers de l'Asie centrale - est néanmoins une oasis de vie toute l'année.

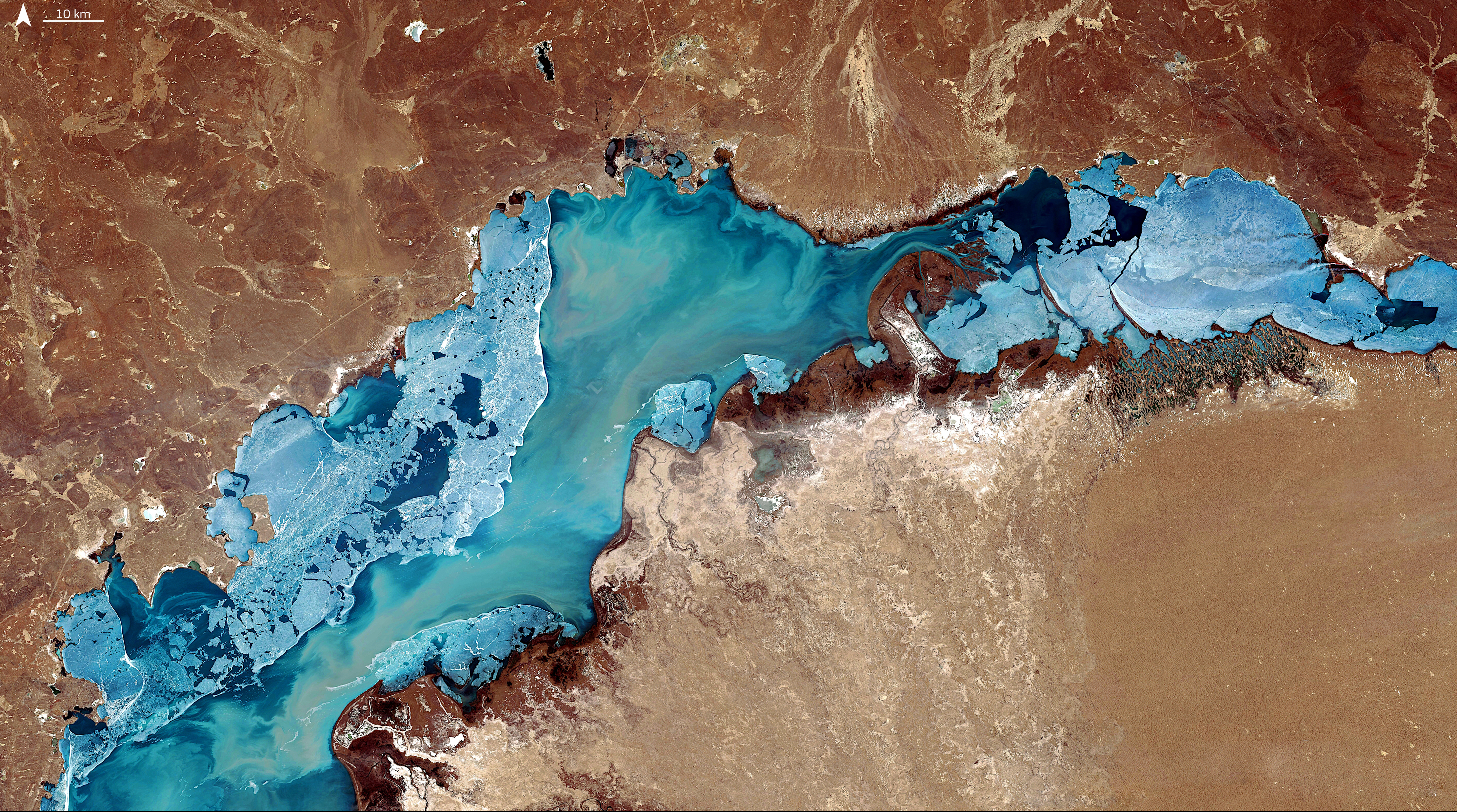
Le lac Balkhach photographié par le Sentinel-2. Les couleurs viennent de la fonte des glaces au printemps (avril 2023).

Le lac Balkhach est situé au sud-est du pays, au nord de la ville d'Almaty, à une altitude de 341 m. 
Il mesure plus de 600 km de longueur et sa largeur est comprise entre 4,5 et 70 km. Avec une superficie d'approximativement 18 200 km2, il contient environ 106 km3 d'eau. Cependant, son volume varie au cours du temps. La profondeur maximale ne dépasse pas vingt-cinq m et la profondeur moyenne est de seulement cinq m. La partie orientale est sensiblement plus profonde que la partie occidentale. Son bassin versant s'étend sur 413 000 km2 et fait partie du vaste bassin centre-asiatique comprenant aussi la mer Caspienne et la mer d'Aral.
Les affluents principaux sont les fleuves Ili (venant des montagnes de la région autonome chinoise de Xinjiang) et Karatal. Fait remarquable, il n'y a pas d'émissaire. Tandis que la partie occidentale du lac contient de l'eau douce (teneur en sel 0,74 g/l), la teneur en sel croît jusqu'à 6 g/l vers l'est. Au centre du lac, un détroit le divise en deux moitiés.
Le long de ses berges se trouvent de nombreuses îles et presqu'îles. La longueur totale des rives est d'environ 2 400 km. Le lac est entouré surtout de déserts et de steppes.
Il a donné son nom à la ville de Balkhach située sur sa rive nord et fondée en 1937, la plus importante de la région (87 000 habitants).

### Climat
Le climat de la région est nettement continental et aride avec des étés chauds, des hivers froids et très peu de précipitations. Des relevés météorologiques effectués à Balkhach, ville homonyme située sur la rive nord du lac, nous donnent une idée précise du climat qui règne sur le lac et son rivage. La moyenne des précipitations annuelles y est de 131 mm. L'année 1974 a été la plus sèche avec un cumul des précipitations de seulement 53 mm et l'année 1962 la plus arrosée avec un cumul de 222 mm. On y a également enregistré les données suivantes : 
- Température record la plus froide: −41,2 °C (déc 1938)
- Température record la plus chaude: 40,9 °C (jul 2005)
- Nombre moyen de jours de neige dans l'année: 59
- Nombre moyen de jours de pluie dans l'année: 60
- Nombre moyen de jours d'orage dans l'année: 17

| Mois                                        | jan.       | fév.       | mars       | avril      | mai       | juin      | jui.      | août      | sep.      | oct.      | nov.       | déc.       | année      |
| ------------------------------------------- | ---------- | ---------- | ---------- | ---------- | --------- | --------- | --------- | --------- | --------- | --------- | ---------- | ---------- | ---------- |
| Température minimale moyenne (°C)           | −17,9      | −16,3      | −7,2       | 3,8        | 10,6      | 16,7      | 18,4      | 16,5      | 9,4       | 2,3       | −5,9       | −13,9      | 1,4        |
| Température moyenne (°C)                    | −13,6      | −11,6      | −2,7       | 9          | 16,5      | 22,5      | 24,1      | 22,5      | 15,6      | 7,5       | −1,9       | −9,9       | 6,5        |
| Température maximale moyenne (°C)           | −9         | −6,4       | 2,7        | 14,7       | 22,1      | 27,8      | 29,3      | 28,1      | 21,5      | 13,2      | 2,8        | −5,4       | 11,8       |
| Record de froid (°C) date du record         | −40,1 1943 | −40,2 1951 | −30,8 1971 | −14,2 1979 | −5,5 1936 | 3,9 1948  | 6,9 1980  | 3,7 1996  | −4,7 1956 | −15 1968  | −32,7 1952 | −41,2 1938 | −41,2 1938 |
| Record de chaleur (°C) date du record       | 3,9 1983   | 6,1 1966   | 24,5 1944  | 32,5 1997  | 36,5 2020 | 37,6 1988 | 40,9 2005 | 39,5 2008 | 37,6 2010 | 27,2 1957 | 17,4 1955  | 7,5 1967   | 40,9 2005  |
| Précipitations (mm)                         | 14         | 12         | 13         | 10         | 14        | 13        | 15        | 7         | 3         | 9         | 17         | 14         | 141        |
| dont neige (cm)                             | 9          | 11         | 5          | 0          | 0         | 0         | 0         | 0         | 0         | 0         | 1          | 3          | 29         |
| Record de pluie en 24 h (mm) date du record | 11 1950    | 17 1938    | 24 1945    | 12 1980    | 23 1996   | 28 2016   | 39 1966   | 32 1958   | 32 1954   | 17 1962   | 19 2002    | 15 1971    | 39 1966    |
| Nombre de jours avec précipitations         | 2          | 2          | 5          | 7          | 9         | 8         | 9         | 6         | 4         | 7         | 7          | 4          | 70         |
| Humidité relative (%)                       | 79         | 78         | 74         | 56         | 51        | 46        | 49        | 47        | 47        | 60        | 75         | 79         | 62         |
| Nombre de jours avec neige                  | 15         | 14         | 7          | 1          | 0,1       | 0         | 0         | 0         | 0         | 1         | 8          | 15         | 61         |
| Nombre de jours d'orage                     | 0          | 0          | 0,2        | 1          | 3         | 5         | 6         | 4         | 1         | 0,1       | 0,1        | 0,03       | 20         |
| Nombre de jours avec brouillard             | 3          | 3          | 3          | 1          | 0,1       | 0,04      | 0,1       | 0,1       | 0,03      | 1         | 4          | 4          | 19         |

| Diagramme climatique                                  |             |           |           |            |            |            |           |          |          |           |             |
| J                                                     | F           | M         | A         | M          | J          | J          | A         | S        | O        | N         | D           |
| −9−17,914                                             | −6,4−16,312 | 2,7−7,213 | 14,73,810 | 22,110,614 | 27,816,713 | 29,318,415 | 28,116,57 | 21,59,43 | 13,22,39 | 2,8−5,917 | −5,4−13,914 |
| Moyennes : • Temp. maxi et mini °C • Précipitation mm |             |           |           |            |            |            |           |          |          |           |             |

## Écologie
Comme la mer d'Aral, le lac Balkhach a fortement diminué pendant les décennies passées ; en 1910, sa superficie était encore de 23 464 km2. De plus, il est gravement menacé par une pollution sévère causée par plusieurs complexes industriels installés sur ses rives.
| Lieu                 | 1997 | 2000 | 2001 |
| -------------------- | ---- | ---- | ---- |
| Golfe de Tarangalyk  | 2.38 | 3.70 | 3.96 |
| Golfe de Sary-Shagan | 2.56 | 4.83 | 4.52 |

Le sud du lac est désigné site Ramsar avec le delta de la rivière Ili depuis le 1er janvier 2012.

## Histoire
Sous la dynastie Qing, le lac Balkhach constituait la frontière nord-ouest de l'Empire chinois. À partir de 1871 cependant, toute la région tomba sous l'influence de la Russie.

### Projet de centrale nucléaire
Les années 1970 et 1980 ont vu naitre des projets de centrales électriques sur les rives du lac Balkhach. Le projet de centrale nucléaire à proximité du village d'Ülken a rencontré une forte opposition des écologistes et des riverains. Cependant, en 2008, le gouvernement kazakh relance le projet de la centrale nucléaire d'Ülken,. Le projet est finalement approuvé par référendum en octobre 2024. Le choix du lac Balkhach, premier du Kazakhstan et troisième d'Asie par sa superficie, suscite immédiatement l'inquiétude de la population quant à une éventuelle pollution de ses eaux, malgré les explications des experts sur le fonctionnement en circuit fermé des systèmes de refroidissements. La question de la gestion du niveau du lac est cependant également soulevée, celui-ci étant de longue date sujet à une baisse de son niveau du fait de la construction d'un barrage ainsi que des ponctions en eaux de la Chine voisine sur l'un de ses principaux affluent, la rivière Ili. L'action du réchauffement climatique sur l’asséchement du lac est également redouté.

## Galerie

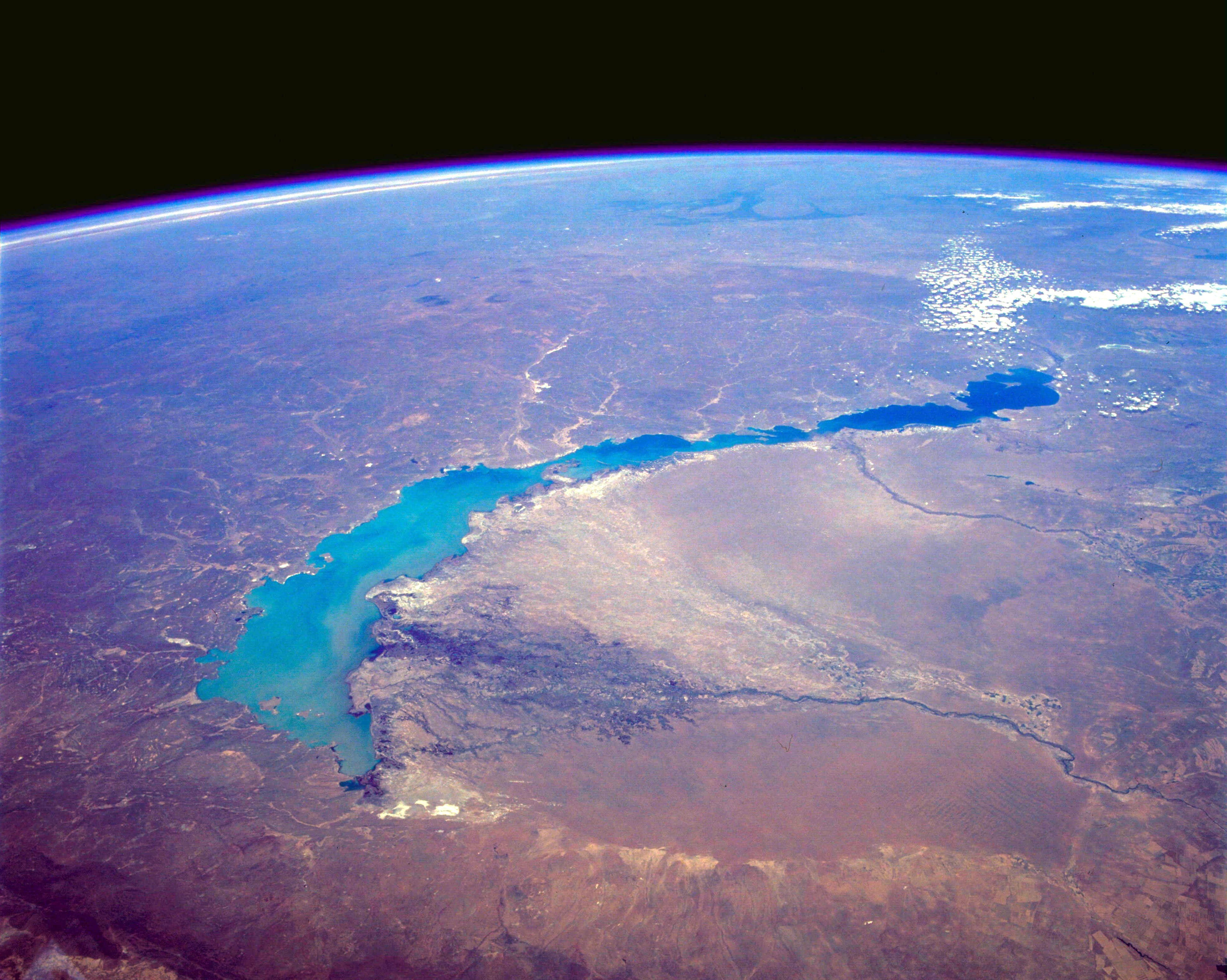
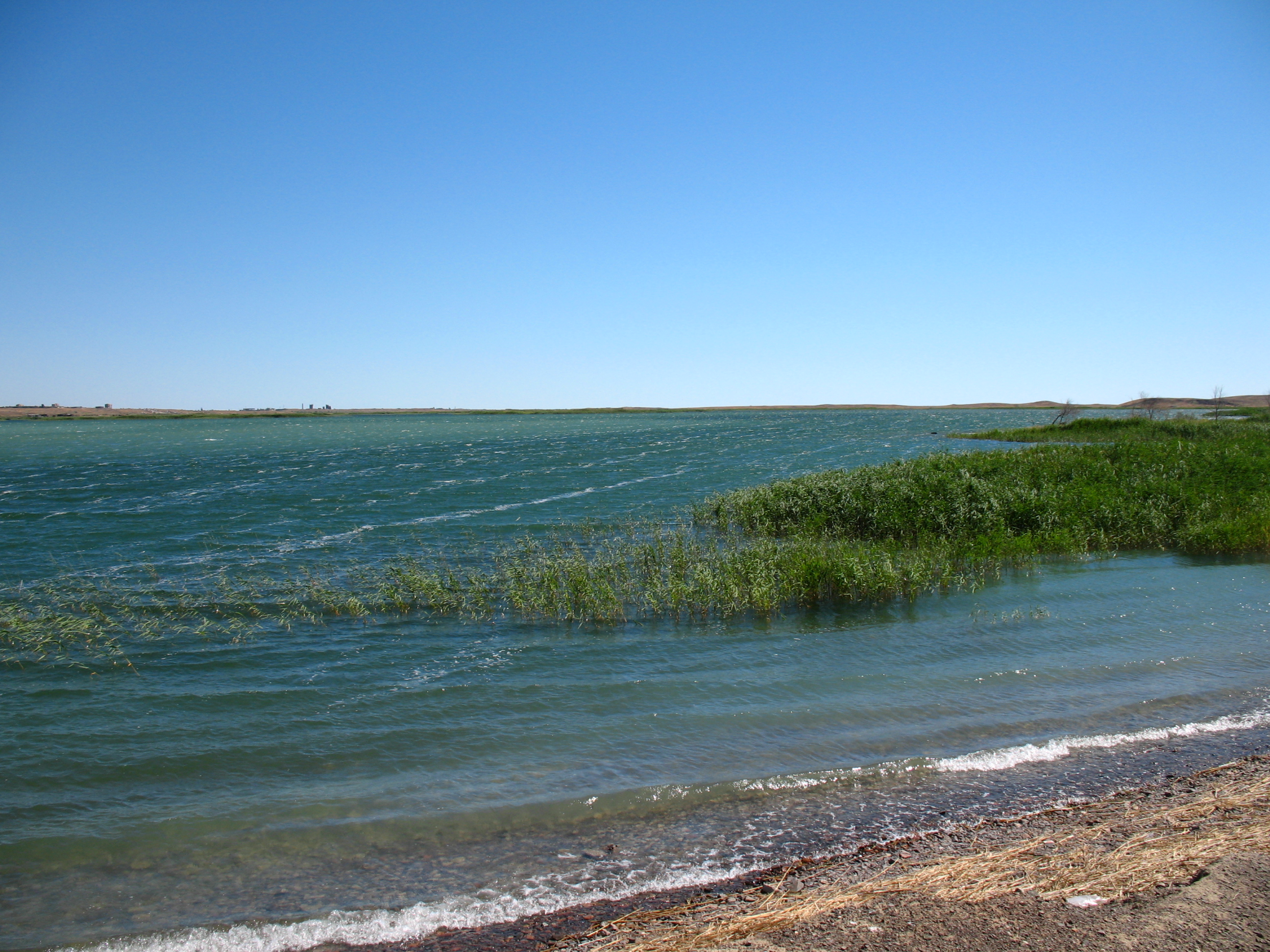
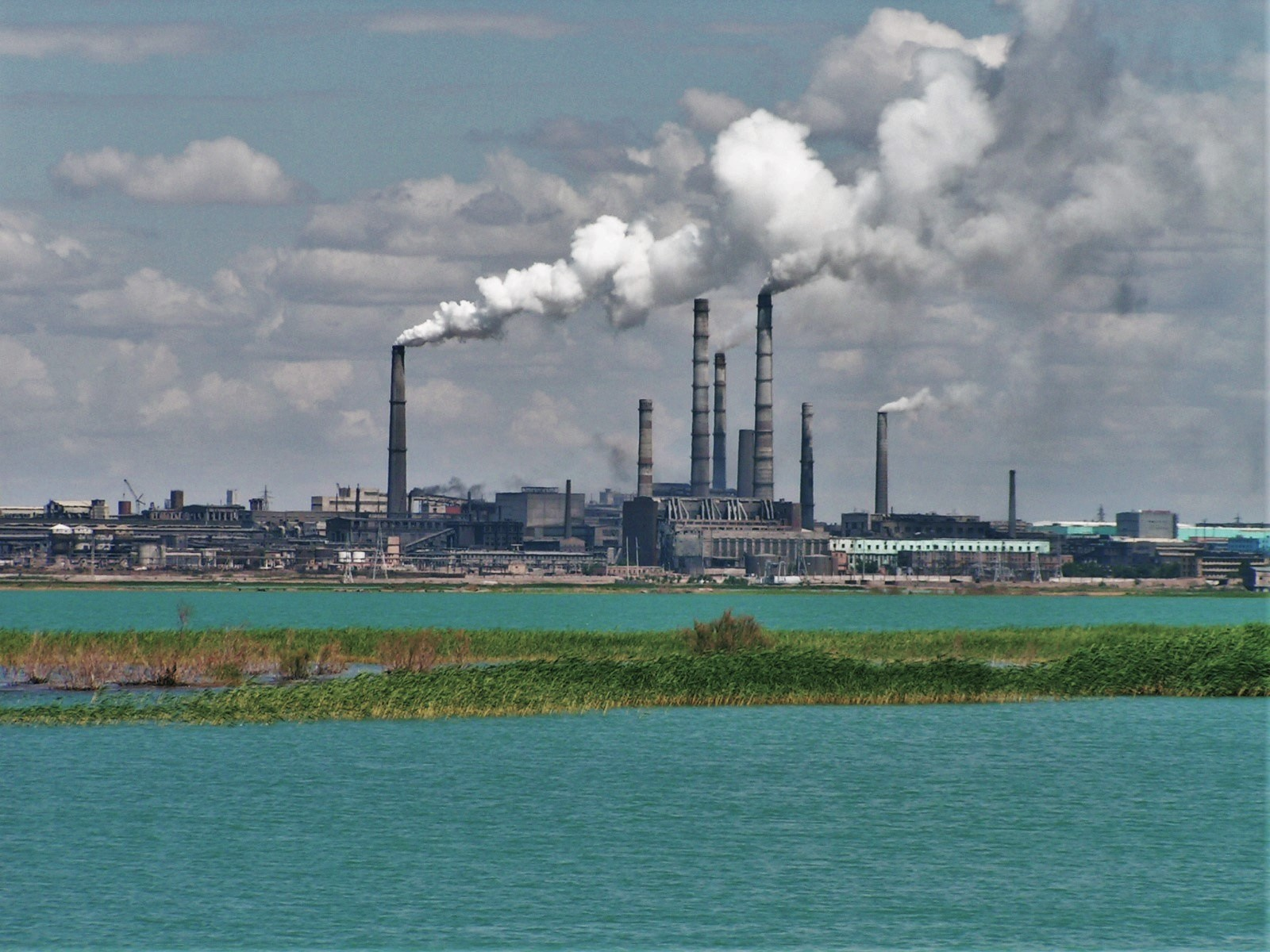
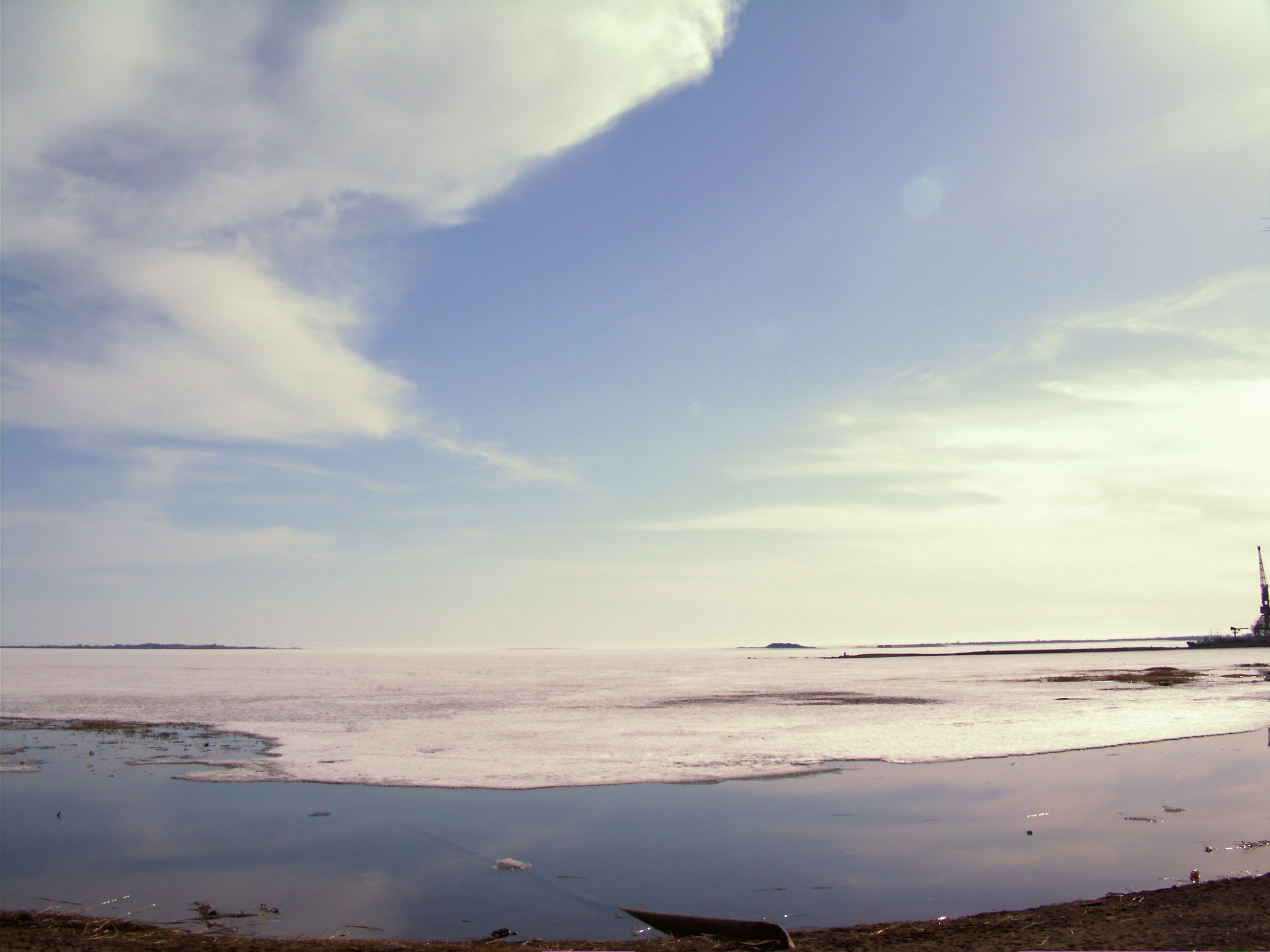